# متین چکمز
متین چکمز (ترکی استانبولی: Metin Çekmez؛ زادهٔ ۲۶ ژوئیهٔ ۱۹۴۵) هنرپیشه اهل ترکیه است.
او از سال ۱۹۷۲ تاکنون در بیش از ۲۰ فیلم حضور داشته است.